# Květinová zahrada

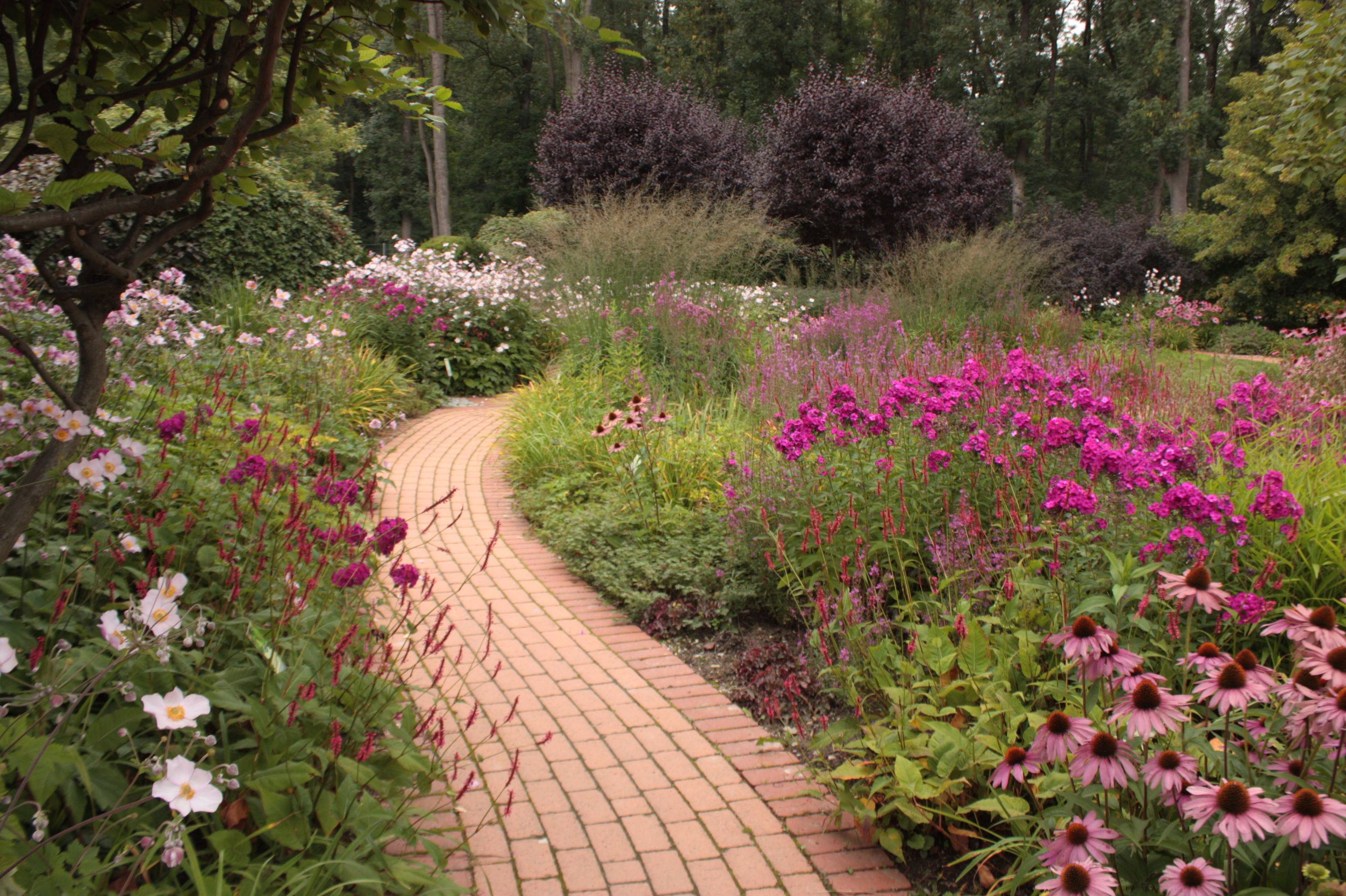
Květinová zahrada na výstavišti v rakouském Garten Tulln

Květinová zahrada je časté označení druhu okrasné zahrady, kde jsou pěstovány květiny převážně nebo výhradně pro dekorativní účely (nikoliv jako řezané květiny). Je způsobem úpravy zahrady nebo jen částí většího celku, prvkem zahradní architektury používaným v sadovnické tvorbě. Vzhledem k tomu, květiny kvetou v různých obdobích roku a některé jsou letničky, hynoucí každou zimu, může být design květinové zahrady uspořádán jak v stabilním květinovém vzoru, tak i ve zcela proměnlivém uspořádání. Často bývá také zohledňován výběr různých druhů pro kvetení v průběhu měnících se ročních období.
Květinové zahrady mohou kombinovat rostliny různých taxonomických druhů, textur, výšky, barvy olistění i kvetení a z vůní lze vytvářet kompozice zdůrazňující některé rostliny jako objekty zvláštního zájmu. Ačkoliv je květinová zahrada upravena převážně z květin, může zahrnovat a obvykle zahrnuje i jiné prvky, například keře, stromy či stavební prvky.
Obvykle je nejdůležitějším kritériem výběru barva a velikost květu a také doba kvetení; tyto faktory bývají zohledněny už při plánování výsadby květinové zahrady. Květinové zahrady jsou někdy součástí jiných druhů zahrad nebo architektonických celků, často okrasných. Některé květinové zahrady mohou být vytvářeny z letniček, které se množí samovýsevem.

## Historie
Mnoho květin vzniklo šlechtěním plevelných druhů rostlin. Ačkoliv květinové dary jsou dokumentovány z míst pravěkých pohřebišť a obřadů, úmyslné výsadby květin k okrasným účelům jsou průkazně známy až z období starověku, kdy byly některé květiny součástí náboženství, jiné sloužily k ozdobě. Ve starověkém Římě byly pořádány slavnosti květin.

### Florimánie ve starém Římě
V období králů a během prvních věků republiky byly v římských zahradách květiny vzácné. Ale jak vzrůstala potřeba luxusu u nobility a jak byly napodobovány její zvyky u nižších vrstev, vášeň pro květiny se nakonec tak rozšířila, že pokládali za nezbytné zákony proti přepychu ji potlačit. Používání koruny z květin bylo zakázáno, pokud nositeli neplynulo právo ji mít buď z jeho postavení, nebo ze zvláštního povolení úředníků. Lidé ve vysokém postavení neváhali svůj úspěch dávat jasně najevo v eleganci oblečení a ozdob. Cicero kritizuje prokonzula, který objížděl Sicílii v nosítkách, sedě na růžích s korunou z květin na hlavě a s věncem na zádech.
Festival Floralia (Florifertum, Ludi Florales, který se konal v posledních čtyřech dnech dubna, doprovázely velké obscénnosti a podle Plinia (Plinius, XIII. 29.; Tertulliani Opera.) se zde ukazovalo, že i obyčejné lidi láska ke květinám dohání ke krajnosti. Podle Horatia se růže pěstovaly na záhonech, ale existují i zmínky o růžích mimo sezónu, rychlených, což byl jeden z největších luxusů těch dob a velká rozmařilost. Mezi květinami římských zahrad jsou zmiňovány růže, lilie, hyacinty a karafiáty jako květy, které mohou okrášlit zelinářské zahrady. 
Podle Catona by měla být zahrada v blízkosti každého domu a měla by mít květinové záhony a okrasné stromy. Horatius napsal, že během jeho časů se zahrady staly národní zálibou. Augustus postavil Porticus Liviae, veřejnou zahradu na kopci Eskvilin v Římě. Mimo Řím se zahrady šířily v bohatých městech. Římané vysazovali i výhradně růžové zahrady, nazývané rozária. Znali i patium s hrnkovými květinami a africkými liliemi.
Styl římské zahrady udával tón evropskému vkusu a stylu úprav zahrad až do konce 17. století, což je dostatečně zřejmé. Je skoro zbytečné cokoli podotknout k pozoruhodné podobě zahrad Pliniových a zahrad francouzského nebo holandského stylu. Terasy vedlejšího domu, trávník rozprostírající se odtud, malá květinová zahrada s fontánou ve středu, chodníky lemované zimostrázem, stromy sestříhané do vrtošivých umělých forem vedle fontán, výklenků a besídek, to vše je tak překvapivě podobné, než aby o to mohl vzniknout jakýkoli spor. „Ve věku“, poznamenává lord Walpole„, kdy architektura ukázala všechnu svoji velikost, všechnu svoji čistotu a všechen svůj vkus, v době, kdy byl vystavěn Vespasianův amfiteátr, Domitianovy lázně,… a Hadriánova vila, římský konzul, uhlazený císařův přítel, sečtělý muž s vytříbeným vkusem, nachází potěchu v tom, co chátra nyní stěží obdivuje v univerzitní zahradě.“ Všechny části Pliniovy zahrady se shodují přesně s nejlepšími zahradami v Londýně a Wise založenými podle holandského stylu (dutch garden), píše John Claudius Loudon v roce 1835.

### Středověké květinové zahrady
Květinové záhony byly vzácnou součástí zahrad, obvykle ovšem květiny zde byly pěstovány k řezu, pro výzdobu oltáře pro uctívání Panny Marie a Svatých. Nejčastěji pěstovanými květinami byly fialy, růže a lilie.
Středověká zahrada v byzantské tradici je ovlivněna především vlivem křesťanství jako oficiálního náboženství říše. Nové náboženství se projevilo i odklonem od pohanského pojetí řecko-římského stylu zahrady. Dalším vlivem byl větší kontakt s islámskými zeměmi na Blízkém východě, zejména v 9. století. Opulentní vybavení císařského paláce a palácové zahrady jsou dokladem tohoto vlivu. Třetím faktorem byl zásadní posun v designu byzantských měst po 7. století. Nyní města dosahovala menší velikosti a počtu obyvatel, dostávala vesnický charakter. Množství bohatých šlechticů, kteří mohli financovat a udržovat propracované zahrady pravděpodobně také klesá.

### Barokní a renesanční květinové zahrady
V italském renesančním parku byly vytvářeny malé květinové zahrady, nebo předzahrádky nazývané giardinetto. Z období renesance nejsou známy květinové zahrady (pěstovaných květin), které by dosahovaly většího rozsahu. V období baroka byly v Itálii a Francii a později i jinde v Evropě vytvářeny i poměrně rozsáhlé soukromé parky bohatými šlechtickými rody ale častěji církevními hodnostáři. Parky se vyznačovaly složitými geometrickými vzory, jejichž největší plocha byla osázena květinami ohraničenými nízkými plůtky ze stálezelených keřů. Velmi rozsáhlé parky tohoto typu byly vystavěny v Anglii a Francii 17. století.

### Venkovská zahrada
Vývoj venkovské zahrady jako květinové zahrady lze vysledovat v časopise (The Cottage Gardener) (1848–1961), editovaném William George Johnsonem, kde se klade důraz přímo na okrasné květiny – karafiáty a primuly v pestrých odrůdách, které byly původně šlechtěny soutěživými úředníky jako hobby.
Mezi nejvýznamnější osobnosti tohoto stylu patří William Robinson a Gertrude Jekyllová, kteří pomáhali popularizovat nepravidelné zahrady v mnoha knihách a časopisech. Robinsonova Divoká zahrada (Wild zahrada), publikovaná v roce 1870, obsahovala v prvním vydání esej na téma Zahrada britských divokých květů ("The Garden of British Wild Flowers"), který byl vyřazen z novějších vydání. V jeho Anglické květinové zahradě (The English Flower Garden), byly ilustrovány zahrady v hrabství Somerset, Kent a Surrey. William Robinson poznamenal: "Jedno z ponaučení malé zahrádky je, že jsou tak hezké, že je možné získat dobré efekty z jednoduchých materiálů." Od roku 1890 je se svou celoživotním přítelkyní Gertrude Jekyll uplatňuje principy venkovské zahrady na více strukturované vzory u poměrně velkých zahrad. Její Barvy v květinové zahradě (Colour in the Flower Garden) (1908) jsou přetiskovány dodnes. Gertrude Jekyll se zde věnuje důkladnému studiu použití různých druhů květin a jejich vhodných kombinací jak podle barev, tak podle termínu kvetení a využití v různém prostředí. Uvedená práce je přes některé vady výrazným praktickým dílem zahradnické literatury s přesahem do zahradní architektury a zahradní teorie. Květinové zahrady 19. a začátku 20. století jsou zahrady naplněné
trvalkami a letničkami ze všech koutů světa v různých kombinacích, určené pro potěchu oka kolemjdoucího i majitele, což je také zásluhou W. Robinsona a G. Jekyllové.

### Přírodní zahrada a zahrada 21. století
V přírodní zahradě nebo okrasné zahradě 21. století se často uplatňují i původní nebo málo prošlechtěné druhy rostlin a květin. Klesá zájem o velké květy výrazných barev a náročné exotické zahradní květiny. S ohledem na zvýšené životní tempo, nárůst nákladů na palivo, nákladů na základní životní potřeby jsou výdaje na údržbu zahrad obecně omezovány. V ČR je limitujícím faktorem pro pěstování rostlin na zahradě především cena vody.
Nezanedbatelným faktorem každého období je vždy vkus, touhy a osobní priority movitých majitelů, ale také strach, oprávněné či paranoidní představy. Zahrady 21. století se mění na pečlivě ohraničené, často obezděné a psy střežené pozemky, které mají být funkční součástí nedobytné pevnosti. Skromná zeleň v zahradě má především krycí funkci (živé ploty) a je prvním pásmem obrany proti lidským vetřelcům (i podle feng-shui). Přírodní zahrady, ačkoliv jde někdy o pravidelně (pokosem) upravované okrasné zahrady, nemusí obsahovat žádné pěstované květiny a dostatek potěchy může poskytovat i skromný kvetoucí plevel nebo jen trávník pokosený na stejnou výšku. Rovněž prioritami center místní správy zřídka bývá zvyšovat náklady na údržbu ploch veřejné zeleně ještě o úpravy prostranství s květinami.